# Commissariato del Nogal
Il commissariato del Nogal era un altro dei commissariati dell'Africa Orientale Italiana. Istituito nel 1926, faceva parte del governatorato della Somalia in Nogal (Somalia).

## Residenze
Il commissariato comprendeva le seguenti residenze:
- residenza di Eil
- residenza di Garoe